# Bolden ruller
Bolden ruller er en dansk dokumentarfilm fra 1979 med instruktion og manuskript af Anne Vinterberg.

## Handling
Filmen er et oplæg til diskussion om børn og deres legemuligheder i forskellige boligmiljøer. Den er lavet til forskolebørn med udgangspunkt i denne aldersgruppes erfaringsverden, leg og fantasi. Den skal ses som et forsøg på at lave realistiske temafilm, som kan imødekomme pædagogernes store behov for sådanne, når de skal behandle mere abstrakte emner med børnene.